# Paul Arrighi
Paulu Arrighi (Renno, Còrsega del Sud, 1895 - Marsella, 1975) fou un escriptor i historiador cors.
Fou professor honorari de lletres i fundador amb Antoniu Bonifaziu la revista antològica L'Annu Corsu (1923-1939), influït pel felibritge, que publicà poemes en cors.

## Obres
- Histoire de la Corse (1966)
- La littérature italienne (1956)
- La poésie vériste en Italie (1937)